# HMS Neptun (Nep)
HMS Neptun (Nep)ubåt är nummer två i Näcken-klassen, även kallad A14-klass. Hon är byggd i sektioner. Karlskronavarvet i Karlskrona tillverkade för- och akterskepp och Kockums Varv i Malmö byggde mittsektionen och satte samman den med övriga sektioner. Neptun sjösattes 1978 och togs i drift av svenska marinen 1980. Efter att hon tagits ur drift 1998 låg hon länge tillsammans med sitt systerfartyg HMS Najad i örlogshamnen i Karlskrona och väntade på sitt öde. Sedan sommaren 2013 har Neptun befunnit sig på land och är nu ett museifartyg. Tillsammans med svenska marinens första ubåt HMS Hajen ligger hon i en tillbyggnad till Marinmuseum i Karlskrona. Båda ubåtarna är viktiga delar i en utställning om det svenska ubåtsvapnet som öppnade sommaren 2014.
Neptun var tillsammans med övriga ubåtar en viktig del i det svenska invasionsförsvaret och skulle i krigstid ligga i främsta ledet för att försöka stoppa en sovjetisk överskeppning av trupp över Östersjön. Liksom övriga ubåtar i Näcken-klass var Neptun försedd med åtta torpedtuber. Den främsta beväpningen utgjordes ursprungligen av Torped 618 som hade en spårlös bana och ett skjutavstånd på 10 000 till 20 000 meter. I fredstid var ubåtarna ett viktigt spaningsinstrument. Främst utnyttjades sonarutrustningen för spaning. På Neptun testades en ny sonar. Det var en långbassonar som gav väsentligt utökade spaningsräckvidder. Denna sonar kom sedan att byggas in även i andra svenska ubåtar.
Neptun spelade även en central roll vid den sovjetiska ubåten U 137:s grundstötning i Gåsefjärden 1981. Fartygschefen uppgav att Neptun stoppade en sovjetisk bogserbåt från att gå in på svenskt vatten och försöka dra loss U 137.

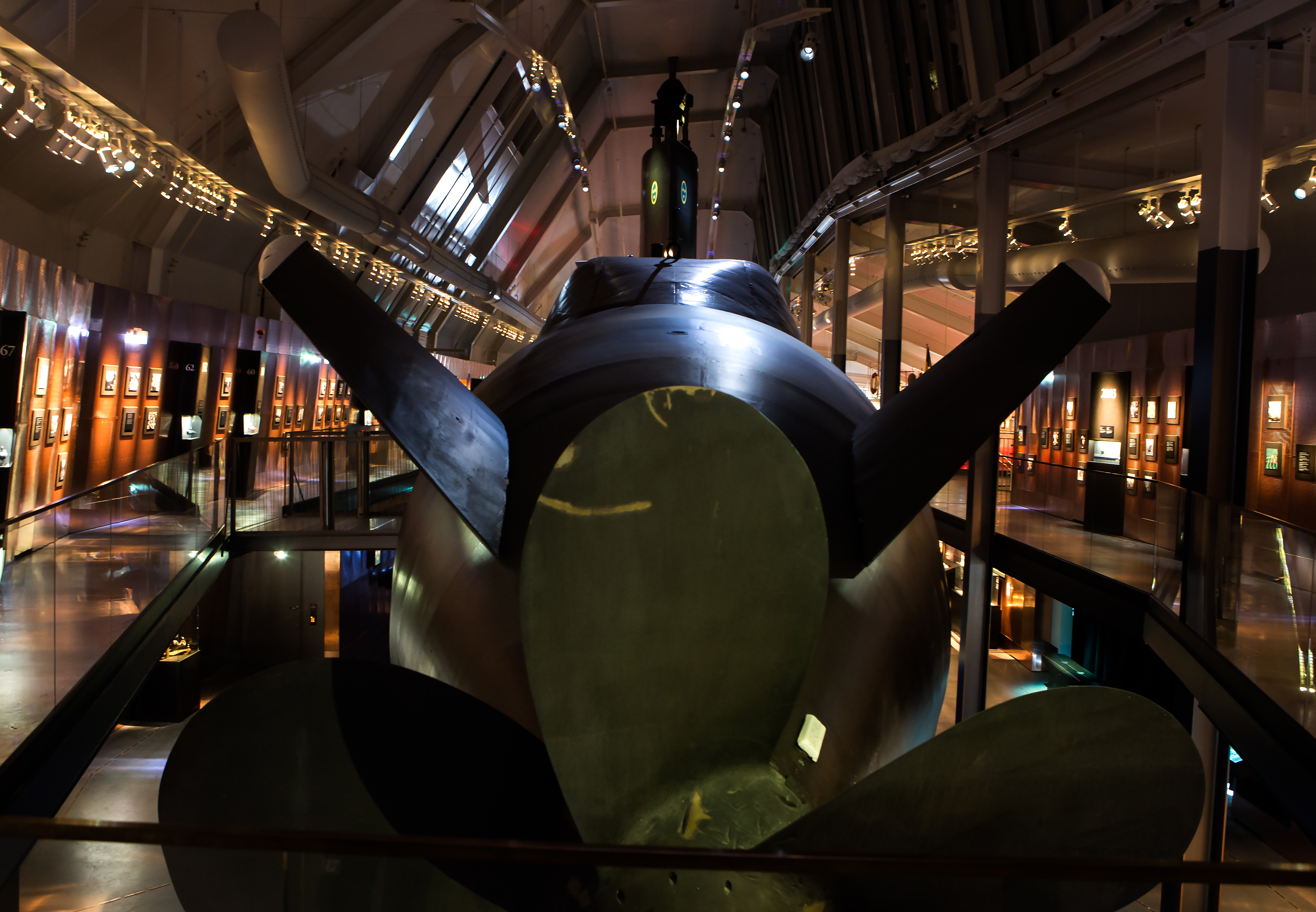
Neptun akterifrån på Marinmuseum i Karlskrona.
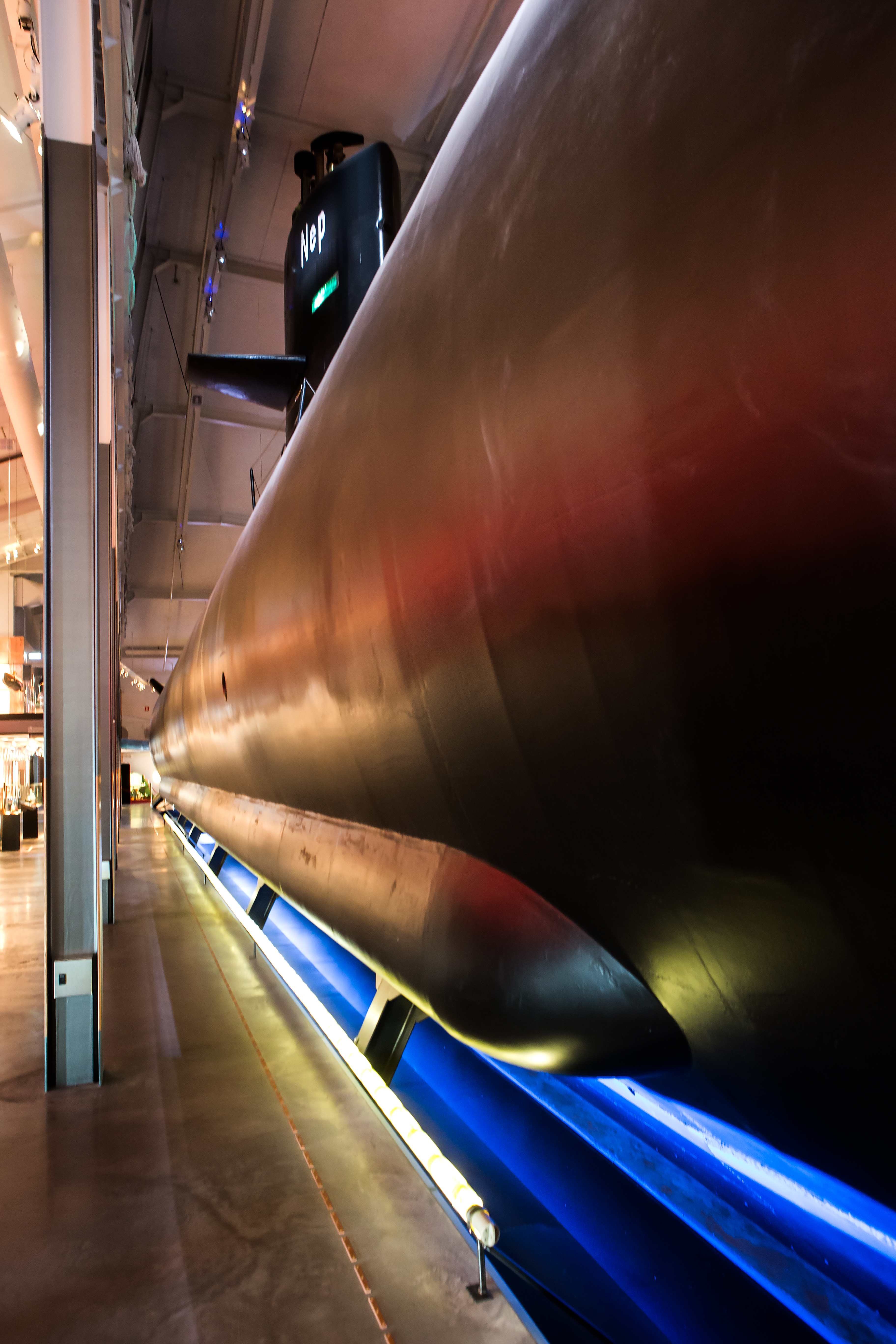
Längs skrovets sida på museet.